# 田中慶秋
田中 慶秋（たなか けいしゅう、1938年〈昭和13年〉3月6日 - 2022年〈令和4年〉1月4日）は、日本の政治家。衆議院議員（6期）、法務大臣（第90代）、衆議院労働委員長、内閣委員長、経済産業委員長、国家基本政策委員長、民主党副代表、民社協会会長等を歴任。
政治活動では田中 けいしゅうの表記も用いており、野田第3次改造内閣において入閣した際は「官報」には本名の「田中慶秋」及び政治活動時の名義である「田中けいしゅう」が併記された。

## 来歴
福島県双葉郡浪江町生まれ。1961年、東海大学工学部卒業後、小糸工業に入社する。労働組合活動に参加し、ゼンキン同盟小糸工業支部委員長や書記長、横浜地区同盟副議長を務めた。
1971年、神奈川県議会議員選挙に立候補し、初当選。神奈川県議を3期12年務めた後、1983年の第37回衆議院議員総選挙に民社党公認で旧神奈川4区（定数4）から立候補し、初当選。1986年の第38回衆議院議員総選挙でも再選するが、1990年の第39回衆議院議員総選挙では、リクルート事件への関与が取り沙汰され、落選。1993年の第40回衆議院議員総選挙に再起を期して立候補するが、新党ブームの煽りを受けて新党さきがけ、新生党の候補者が高い得票数で当選する一方、民社党公認の田中は非自民でありながら再び落選した。旧神奈川4区では、第39回衆議院議員総選挙以降は日本社会党が大出俊に加え、池田元久を擁立したため、民社党の田中は苦戦を強いられ、2度にわたる落選を経験した。
1994年、民社党の解党により新進党の結成に参加。1996年の第41回衆議院議員総選挙では小選挙区比例代表並立制の導入に伴い神奈川5区から立候補し、6年ぶりに返り咲きを果たした。1997年、新進党解党に伴い翌年の新党友愛結党に参加。1998年、民主党に合流する。
2005年の第44回衆議院議員総選挙では、自由民主党の坂井学に敗れ、比例復活もならず落選した。2009年の第45回衆議院議員総選挙では、神奈川5区で坂井に比例復活すら許さぬ大差で6期目の当選を果たす。同年、衆議院内閣委員長に就任。2010年、衆議院経済産業委員長に就任。
2011年の民主党代表選挙において、田中自身は前原誠司への支持を示唆するも、田中が所属する川端グループ（民社協会）内では支持候補を一本化できなかったため、自主投票を決定した。9月、民主党副代表、衆議院国家基本政策委員長に就任。2012年10月、野田第3次改造内閣で法務大臣及び「北朝鮮による拉致問題の早期解決を図るため企画立案及び行政各部の所管する事務の調整」を担当する国務大臣（拉致問題担当大臣）に任命され、初入閣を果たしたが、大臣就任直後に複数の不祥事が発覚し、就任からわずか3週間で「体調不良」を理由に法務大臣・拉致問題担当大臣を辞任した。法相ポストは国家公安委員会委員長の小平忠正が臨時代理を務めた後、田中の前任者である滝実が再び起用され、拉致問題担当大臣は内閣官房長官の藤村修が兼任した。同年12月の第46回衆議院議員総選挙では、神奈川5区で自民党元職の坂井学、みんなの党、日本維新の会の新人候補の後塵を拝する得票数4位で惨敗し、比例復活もならず落選した。
2014年4月、旭日重光章を受章。同年5月、政界から引退する意向を表明した。
2014年12月、第47回衆議院議員総選挙に長女の後藤田弥生が自身の選挙区と同じ神奈川5区から無所属で立候補したが落選した。
2016年、第24回参議院議員通常選挙に神奈川県選挙区から立候補する民進党の金子洋一の選挙対策本部長に就任した。これは普通は現職の国会議員が就く事が多く、党内の旧民主党グループの連帯を疑問視する見方もあった。
2022年1月4日、死去。83歳没。2021年9月以降、肝硬変の治療のため横浜市内の病院に入院し、その後は同市内の高齢者施設に移っていたという。死没日付をもって正四位に叙せられた。

## 人物
- 東海大学在学中は柔道部に所属し、初代主将を務めた[10]。東海大学評議員、同窓会副会長、柔道部OB会会長、東海大学電気工学会の会長を務める[11]。
- 民主党合流後は旧民社党出身の議員で構成される民社協会会長を務めた（自身の落選に伴い退任。後任は高木義明）。
- 静岡空港建設に際しては、建設反対の国会議員署名活動で署名者に加わった[12]。
- 妻の妹は神奈川県議会議員（戸塚区選出）の曽我部久美子[13]。

## 不祥事
- 法務大臣に就任した直後、「1980年頃に暴力団関係者との交際があった」と産経新聞に報道された。田中は「交際はいずれも事後に暴力団関係者だとわかった」と10月12日の記者会見で釈明し、辞任を否定したが、10月23日に辞任[14]。

## 政治資金
- 政治資金規正法では、外国人が過半数の株式を所有する会社からの献金を原則禁止しているが、2006年から2009年まで、台湾人飲食店経営者の会社から計42万円の企業献金を受けていたことが法務大臣に就任した直後に判明した。大臣就任前にこの事実を報道したマスコミは存在しなかった。また外国人とされた人物は、横浜生まれの横浜育ちで、日本の大学を卒業した日本定住者であった。違法と指摘された寄附金は、勉強会の資料代などとして徴収していたもので、当該参加費を政治資金法上の「その他の事業」として処理していれば当該法上問題が発生しない行為であった。田中慶秋事務所は、政治資金規正法違反を理由に2012年10月3日に献金を全額返金したと発表した。民主党は、すでに自ら大臣職を辞職し進退を決したことにより責任は果たされたものとして処分を見送った[15]。
- 産経新聞の報道によると、2008年12月、旧厚生省OBで美容外科医師が、診療報酬の不正請求を行った詐欺の疑いで逮捕・起訴され、懲役1年8月の有罪が確定したが（後に医師免許取り消し）、田中が代表を務める民主党神奈川県第5区総支部も2005年12月に医師が代表を務める医療法人社団「天道会」から104万円の献金を受けていた。田中は「（サニークリニック事件に関する）テレビ報道があって3年ほど前に返金した」と釈明した[16][17][18]。

## 所属団体・議員連盟
- 海事振興連盟（副会長・事務総長）
- 恒久平和のために真相究明法の成立を目指す議員連盟
- 人権政策推進議員連盟（顧問）
- 脳卒中対策推進議員連盟（会長）
- サマータイム制度推進議員連盟
- 民主党歯科医療議員連盟（顧問）
- 日本チェコスラヴ友好議員連盟（会長）
- 公益財団法人日本武道館（監事）